# Purwokerto
Purwokerto es una ciudad de la isla de Java, en Indonesia. Es la capital de Banyumas, en la región de Java Central. La población estimada de la ciudad en 2005 era de 249,705.

## Geografía
Purwokerto se encuentra cerca de la base del Monte Slamet, el volcán más alto de Java Central.  La ciudad está dividida en dos por el río Kali Kranji. Sus coordenadas son 7°26′S 109°14′E / -7.433, 109.233.

## Lugares de interés
El principal lugar de interés de Purkowerto es su plaza (en indonesio: alun-alun), que está adornada con banyan trees: uno en cada esquina, y dos en el centro. Los habitantes de la ciudad a menudo pasan su tiempo libre en la plaza, especialmente es un lugar de juego para los niños. A un lado esta el edificio del gobierno regional, Kabupaten. 
Un destino turístico cerca de Purwokerto es Baturaden, a 15 km del norte de la ciudad.

## Transporte

### Aire
El aeropuerto más cercano a Purwokerto es el aeropuerto Tunggul Wulung en la localidad de Cilacap, aproximadamente 40 kilómetros al sur de Purwokerto. Tunggul Wulung tiene vuelos directos, tres veces a la semana, desde el aeropuerto Halim Perdanakusuma en Yakarta.

### Tren
El tren es uno de los principales medios de transporte de Purwokerto. Varios tipos de ticket, desde clase económica a primera clase, están disponibles en trenes de Yakarta, Bandung, Yogyakarta y Surabaya. La duración del viaje desde Yakarta es de 6 horas (primera clase) y 10 horas (clase económica).

### Carreteras
Purwokerto está conectada con otras ciudades de la isla por una red de autobuses. La terminal de autobuses de Purwokerto es la tercera terminal más grande de Java Central, tras Terboyo (Semarang) y Tirtonadi (Surakarta).

## Comida
Purwokerto es conocida por su comida local exótica, en concreto el keripik, el mendoan (soja fermentada cubierta con harina y frita), ranjem, nopia y mino kripik. Otra comida famosa es el gethuk goreng, hecho de casava y mucha azúcar de Javane, vendido en muchas tiendas con distintos nombres. Por la mañana, se pueden encontrar vendedores de serabi por todo el pueblo. 
Otra especialidad es el soto. Normalmente se vende en Sokaraja. Hay dos tipos de soto, el sokaraja, hecho de carne de vaca, y el Purkowero, de pollo.